# Музей истории и искусств Шоле
Музей истории и искусств Шоле (фр. Musée d'art et d'histoire de Cholet) — музей во Франции в городе Шоле в регионе Вандея, известный своей коллекцией произведений искусства, связанных с событиями Вандейского мятежа и шуанерии.

## История
Исторический музей был создан в 1977 году, Художественный — в 1979. В 1993 году они были объединены и размещены в новом здании. Художественная коллекция музея представляет достаточно репрезентативную подборку французского искусства, в том числе живописи местных мастеров. Историческая коллекция посвящена в значительной степени Вандейскому мятежу и включает одну из наиболее полных коллекций картин с соответствующим сюжетом. Изображение событий мятежа было излюбленной темой таких художников, как Эварист Карпантье, Поль Эмиль Бутиньи, Жюль Жирарде и Жюльен Ле Блан, картины которых представлены в музее.
Такая тематика для экспозиции музея выбрана не случайно. В годы Вандейского мятежа в окрестностях города состоялось генеральное сражение при Шоле, в котором войска республиканских генералов Марсо и Клебера под общим руководством Жана Лешелля нанесли поражение главным силам вандейцев под руководством д’Эльбе, Боншана и Стоффле.
В музее имеются также картины, произведения прикладного искусства и документы, связанные с именем герцогини Беррийской, с которой связана последняя попытка устроить в Вандее восстание роялистов-легитимистов (в 1830-х годах).
До 1980 год в Музее истории и искусств Шоле находилась картина Николая Ге «Распятие» 1892 года (в настоящее время в экспозиции Музея Орсе в Париже). Первоначально полотно было подарено сыном художника городскому собору Святого Петра, а впоследствии перемещено в Музей истории и искусств Шоле.
Помимо Музея истории и искусств, в Шоле есть ещё Музей моды и текстиля (фр.), расположенный в старинном фабричном здании.

## Галерея

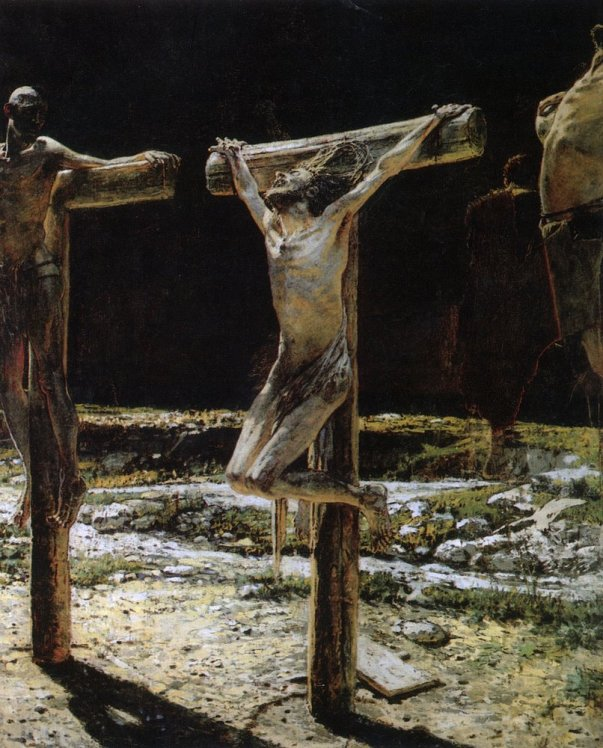
Николай Ге. Распятие, 1892
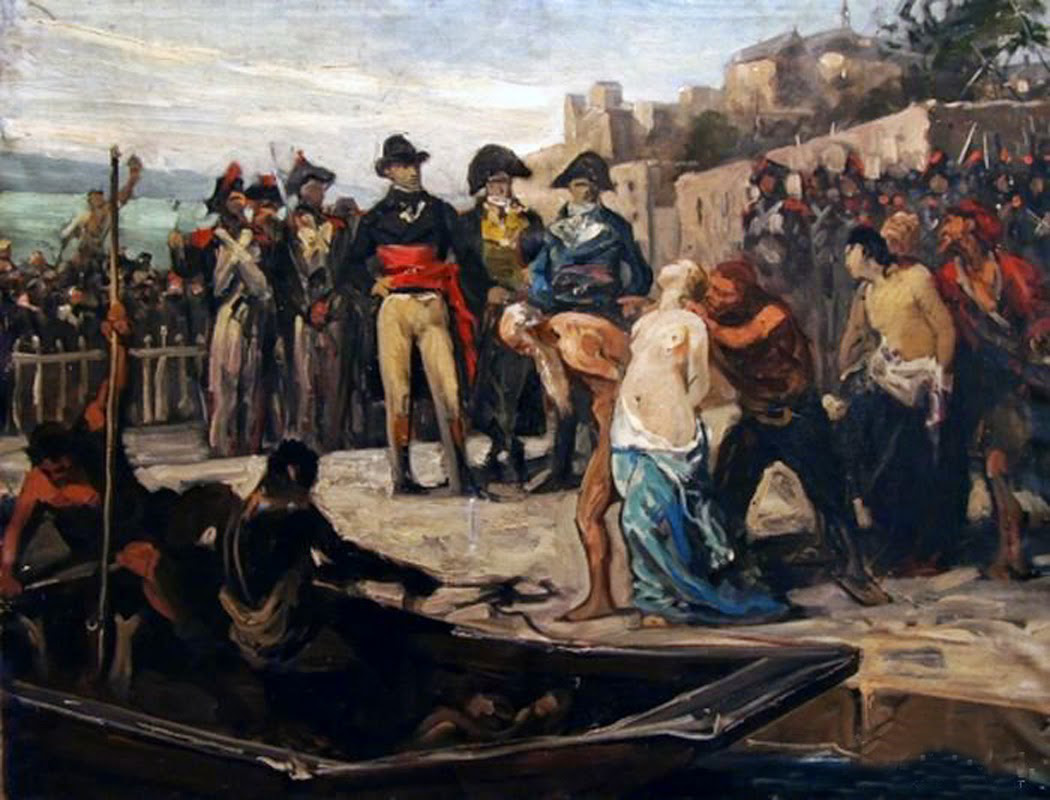
Жозеф Обер. Утопления в Нанте
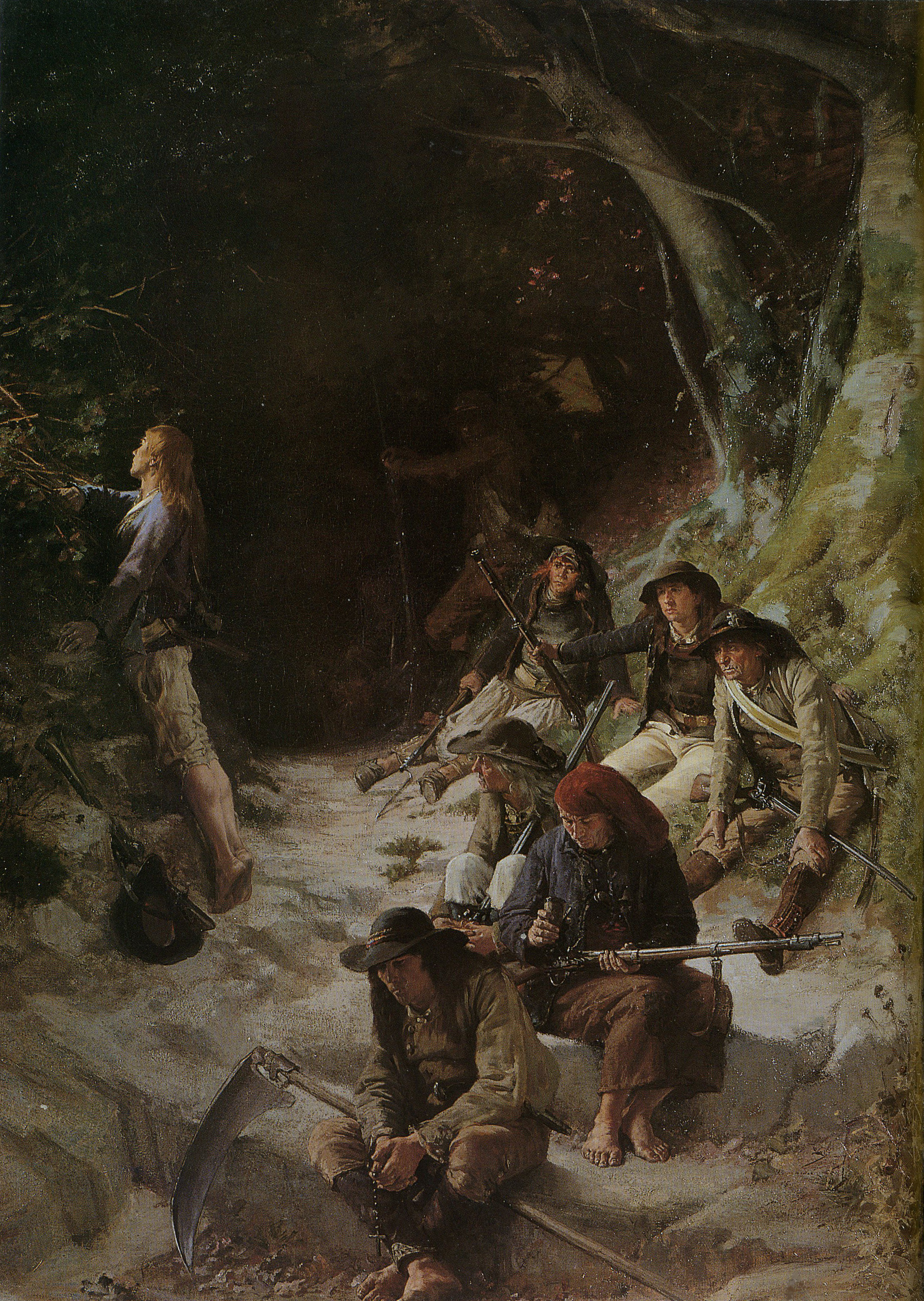
Шарль Александр Кёссен де Лафосс. Засада
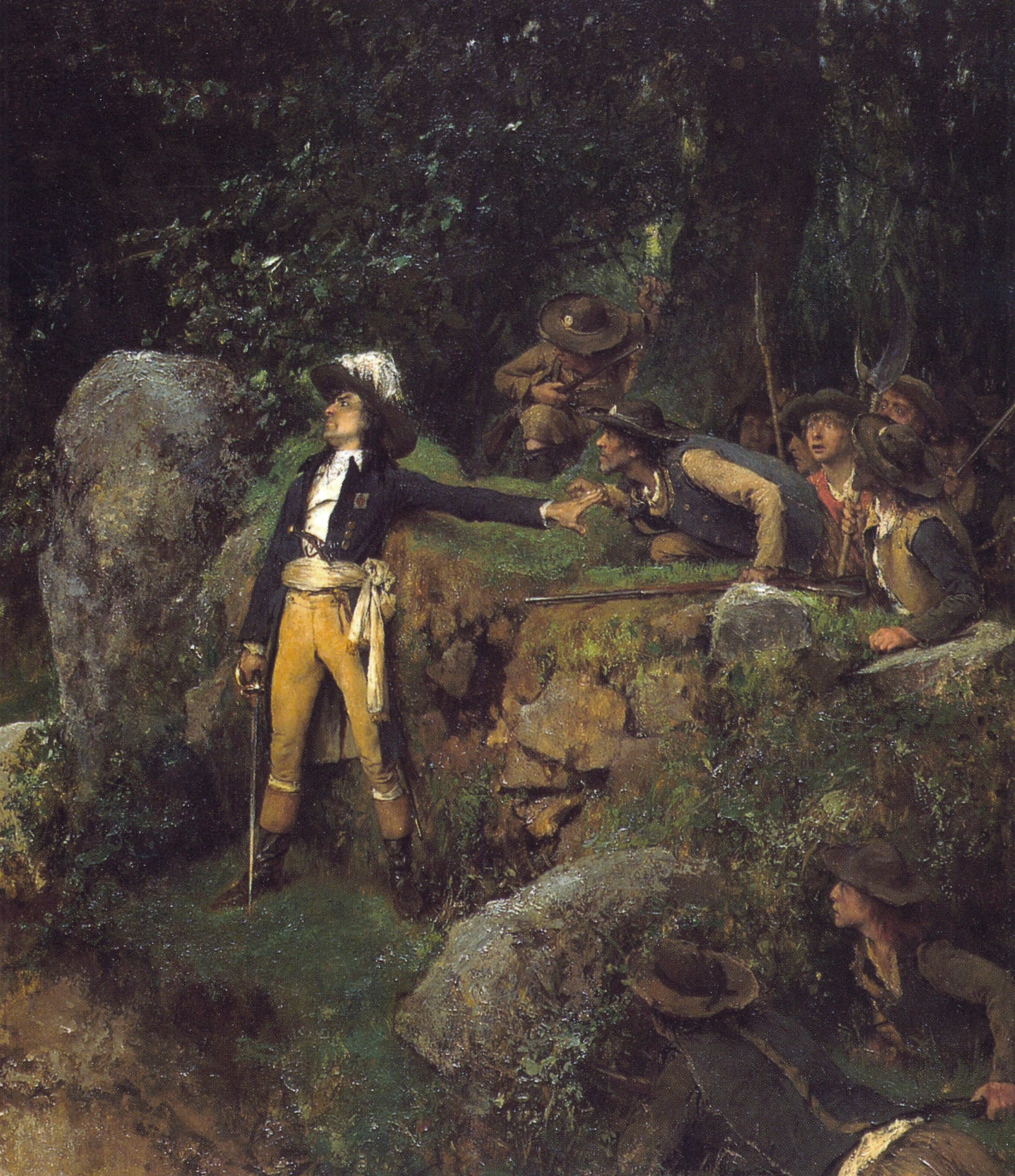
Эварист Карпентье. Шуаны в засаде
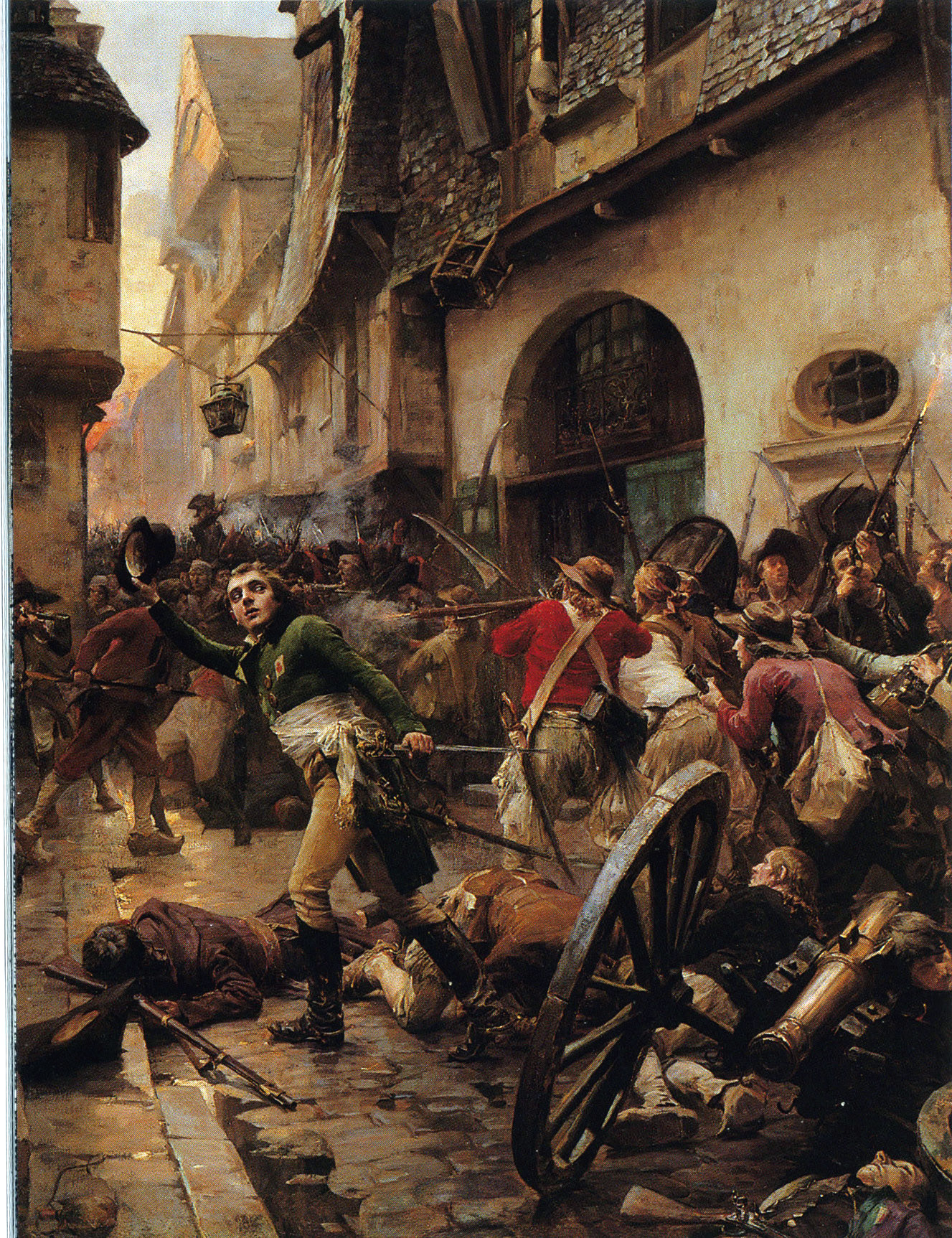
Поль-Эмиль Бутиньи. Анри де Ларошжаклен в битве при Шоле
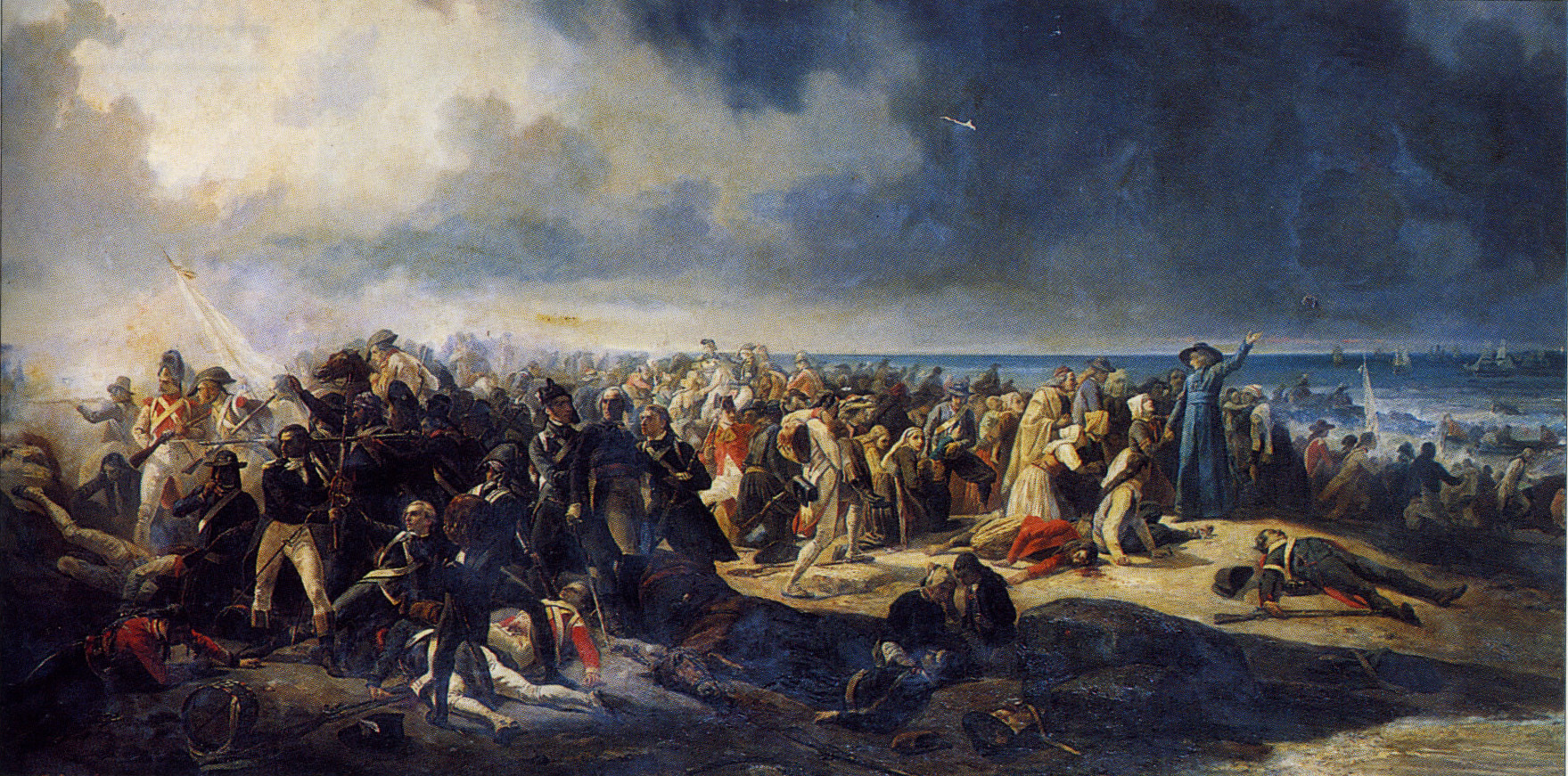
Жан Сорель (фр.). Битва при Кибероне
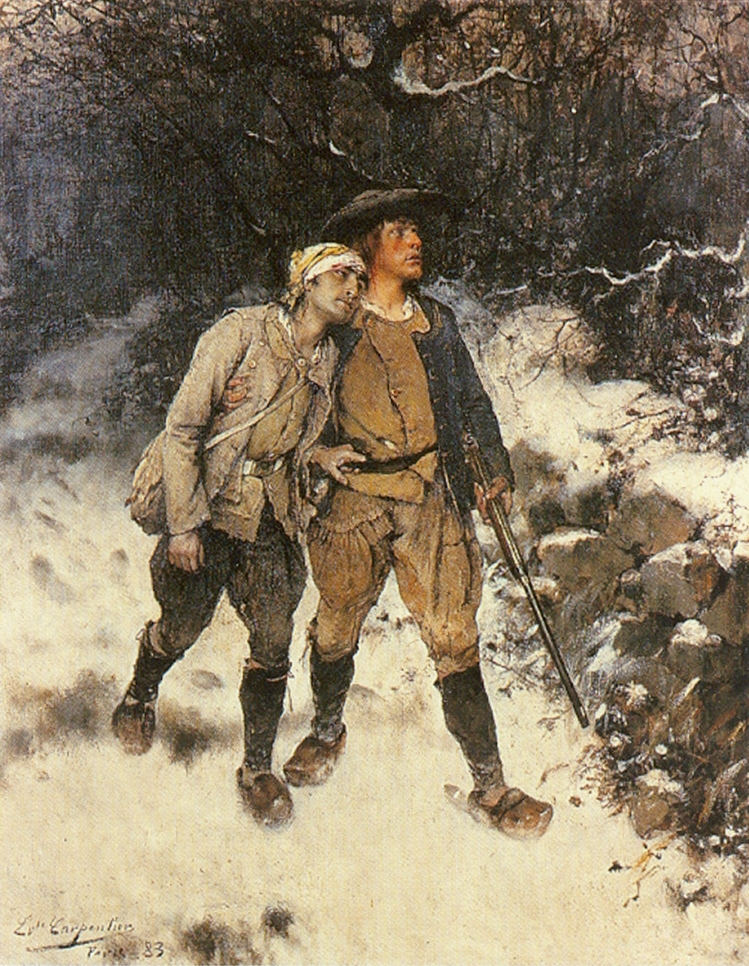
Эварист Карпентье. Отступающие шуаны
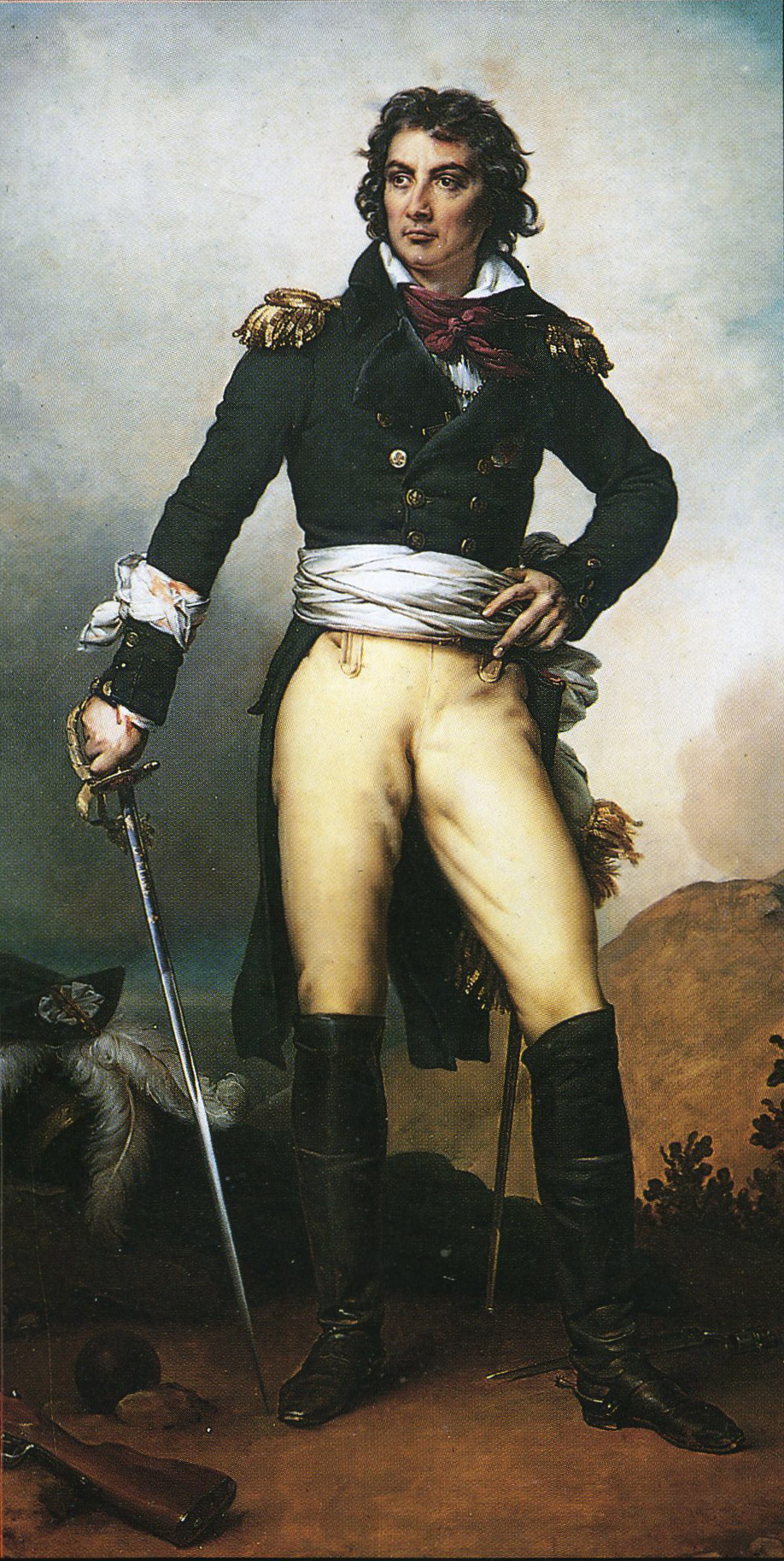
Пьер-Нарсис Герен. Портрет Мориса Д’Эльбе
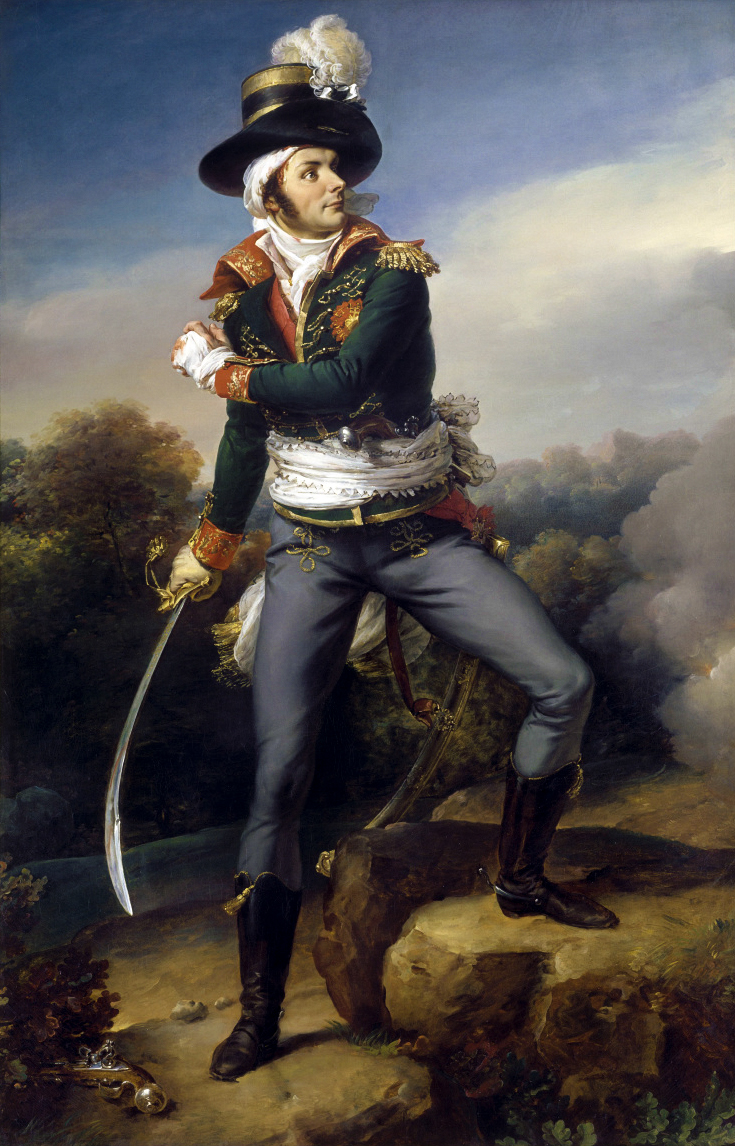
Пьер-Нарсис Герен. Портрет Шаретта
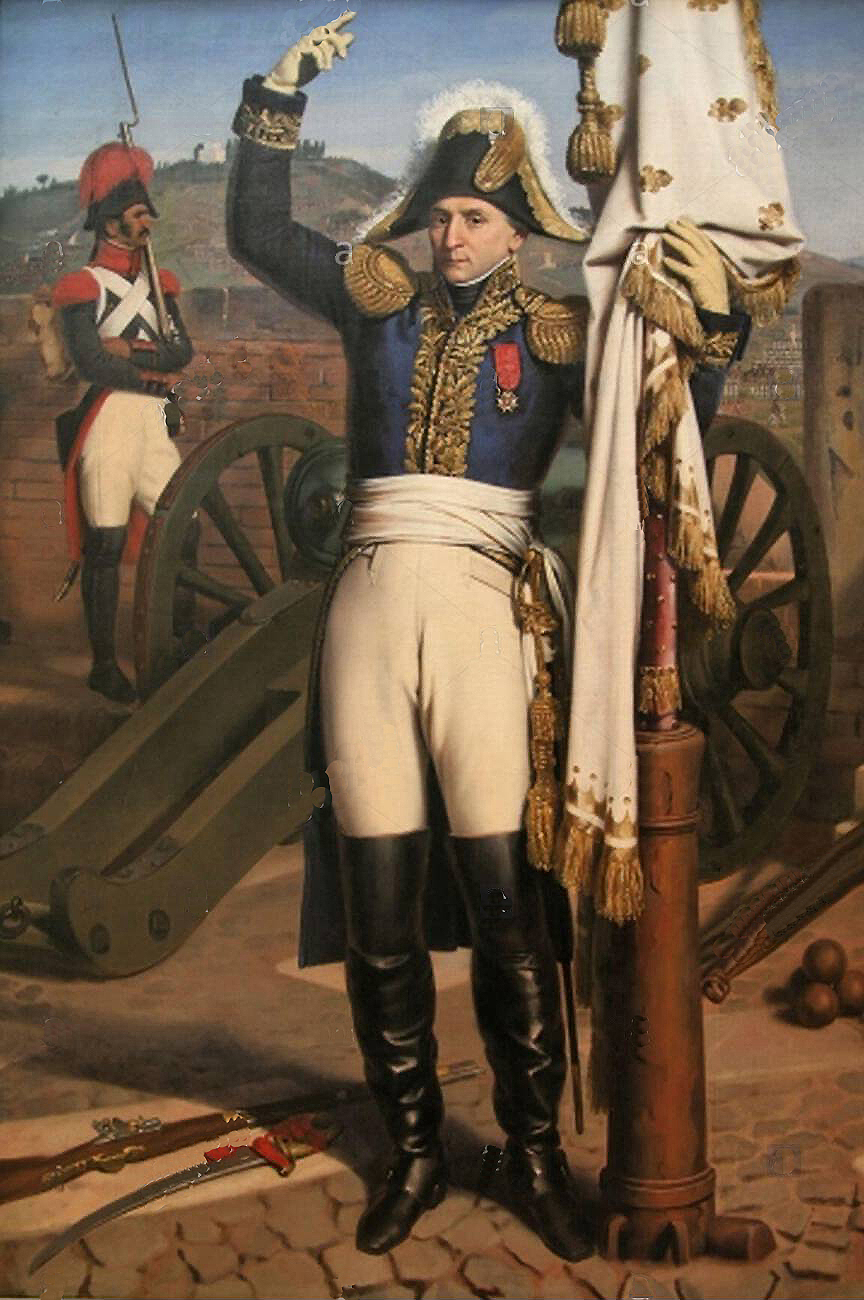
Жан Жозеф Дасси. Портрет Луи Франсуа Перрена де Преси
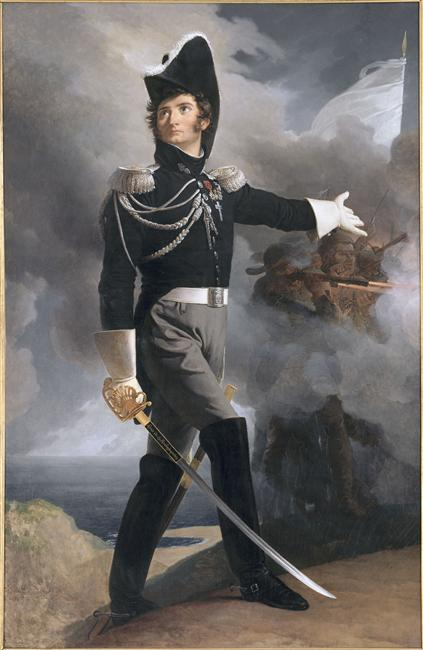
Пьер-Нарсис Герен. Портрет Луи де Ларошжаклена